# Daniele Salera

Wappen von Daniele Salera als Weihbischof in Rom

Daniele Salera (* 23. Juli 1970 in Rom) ist ein italienischer römisch-katholischer Geistlicher und Bischof von Ivrea.

## Leben
Daniele Salera erlangte zunächst an der Universität La Sapienza in Rom einen Abschluss im Fach Soziologie. Anschließend trat Salera ins Päpstliche Römische Priesterseminar ein. Er studierte Philosophie und Katholische Theologie an der Päpstlichen Universität Gregoriana. Am 21. April 2002 empfing Salera im Petersdom durch Papst Johannes Paul II. das Sakrament der Priesterweihe für das Bistum Rom. Nach weiterführenden Studien erwarb er an der Päpstlichen Universität Gregoriana ein Lizenziat im Fach Spirituelle Theologie. Ferner absolvierte er am Istituto Superiore per Formatori (ISFO) einen Kurs für Ausbilder an Priesterseminaren.
Salera war zuerst als Pfarrvikar der Pfarrei Santa Maria Madre del Redentore a Tor Bella Monaca (2002–2008) und als Religionslehrer (2003–2008) tätig, bevor er Mitarbeiter der Katecheseabteilung des Bistums Rom und Ausbilder am Päpstlichen Römischen Priesterseminar wurde. Von 2014 bis 2016 wirkte er als Subregens am Päpstlichen Römischen Priesterseminar. Ab 2016 war Daniele Salera Pfarrer der Pfarrei San Frumenzio ai Prati Fiscali und Kirchlicher Assistent der Region Centro Urbis der Associazione Guide e Scouts Cattolici Italiani (AGESCI).
Am 27. Mai 2022 ernannte ihn Papst Franziskus zum Titularbischof von Tituli in Proconsulari und zum Weihbischof in Rom. Der Kardinalvikar des Bistums Rom, Angelo De Donatis, spendete ihm sowie den zeitgleich ernannten Weihbischöfen Riccardo Lamba und Baldassare Reina am 29. Juni desselben Jahres die Bischofsweihe; Mitkonsekratoren waren der emeritierte Erzbischof von Agrigent, Francesco Kardinal Montenegro, und der Erzbischof von Siena-Colle di Val d’Elsa-Montalcino, Augusto Paolo Kardinal Lojudice. Daniele Salera wählte den Wahlspruch Obœdientia et pax („Gehorsamkeit und Frieden“).
Papst Franziskus bestellte ihn am 16. Dezember 2024 zum Bischof von Ivrea. Die Amtseinführung fand am 15. Februar 2025 statt.